# Singapore National Football League
A Singapore National Football League é uma competição anual de futebol de clubes em Singapura. ela é formado por clubes amadores e serve como segundo, terceiro e quarto escalão do futebol local.
No passado ela chegou a ser a divisão máximo do futebol local, antes da fundação da S.League.